# Elroy Hirsch

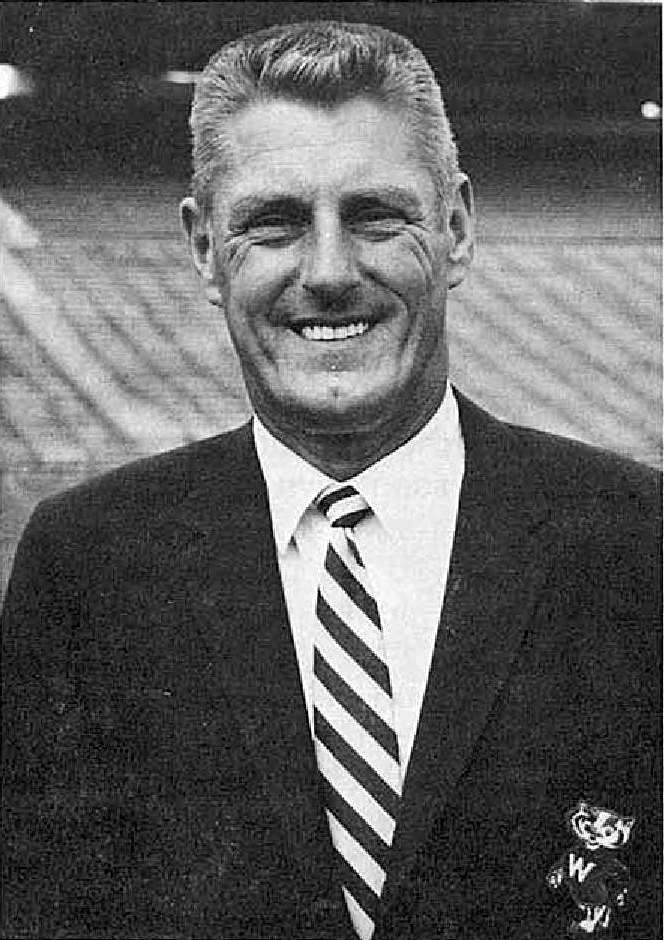
Elroy Hirsch en Wisconsin, 1961.

Elroy "Crazy Legs" Hirsch (17 de junio de 1923-28 de enero de 2004) fue un jugador de fútbol americano profesional, que jugó en las posiciones de running back y wide receiver para los equipos Los Angeles Rams y Chicago Rockets, apodado "Crazy Legs" o "Piernas Locas" por su particular forma de correr. Es miembro del Salón de la Fama del Fútbol Americano Profesional desde 1968 y del Salón de la Fama del Fútbol Americano Universitario en 1974 .

## Trayectoria
Hirsch fue seleccionado por los Chicago Rockets de la All-America Football Conference, donde jugó de 1946 a 1948, siendo un jugador proclive a las lesiones. Después de que los Rockets y la AAFC se unieron a la NFL, fue parte de Los Angeles Rams hasta 1957, donde ganó su fama. 
El entrenador Clark Shaughnessy convirtió a Hirsch en el primer "flanker" de tiempo completo en la historia de la NFL, colocándolo a jugar como receptor en campo abierto, en lugar de su posición habitual de halfback. Adicionalmente, fue uno de los primeros jugadores en utilizar un casco de plástico que ahora es de uso corriente en la NFL, cuando el entrenador Shaughnessy le ajustó un casco por protección, ya que estaba lesionado cuando fue contratado por los Rams, cuando al jugar con Chicago en contra de los Cleveland Browns, Hirsch fue tackleado de manera que le lastimaron los ligamentos de la rodilla derecha. También sufrió de una fractura en el cráneo, arriba de la oreja derecha. 
Fue un jugador clave para el Campeonato de la NFL de 1951 que consiguieron los Rams con una marca ahora ya superada de la NFL, con 1,495 yardas por recepciones, una marca que duró imbatible por 19 años. Ese año atrapó 66 pases para 17 touchdowns. Fue seleccionado al Salón de la Fama del Fútbol Americano Profesional en 1968 con un total estadístico de 387 recepciones, 7,029 yardas y 60 touchdowns.
Hirsch murió de causas naturales en una casa de asistencia en Madison, Wisconsin el 28 de enero de 2004.